# Уимс, Джон, 1-й граф Уимс
Джон Уимс, 1-й граф Уимс (англ. John Wemyss; 1586 — 22 ноября 1649) — шотландский дворянин, 1-й баронет Уимс с 1625 года, 1-й лорд Уимс из Элко с 1628 года, 1-й граф Уимс и 1-й лорд Элко и Метил с 1633 года, один из активных участников ковенантского движения.

## Биография
Джон Уимс происходил из одной из дворянских семей Файфа. Сын сэра Джона Уимса из Уимса (? - 1622) и леди Мэри Стюарт, дочери  Джеймса Стюарта, 1-го лорда Дуна, и леди Маргарет Кэмпбелл.
В 1625 году он принял участие в первой попытке Шотландии основать собственную колонию на побережье Северной Америке: за уплату взноса в размере 3 000 шотландских марок Уимс получил титул баронета и 16 000 акров земли в Новой Шотландии. В 1628 года он был возведен в титул лорда Уимса и Элко, а в 1633 году стал первым графом Уимс и принял участие в коронации Карла I королём Шотландии.
Несмотря на определенную близость графа к королю и его назначение в состав шотландского Суда Высокой комиссии, Уимс был последовательным пресвитерианином и выступил против попыток Карла I ввести англиканские элементы в шотландское богослужение. Поэтому, когда в Шотландии в 1637 году началось восстание, граф Уимс примкнул к восставшим и стал одним из первых дворян, подписавших в начале 1638 года «Национальный ковенант». По мере развития ковенантского движения Уимс оставался на позициях ультра-протестантизма и поддержал в 1643 году шотландскую интервенцию в Англию в поддержку английского парламента.
В 1644 году началась гражданская война в самой Шотландии. Войска роялистов во главе с маркизом Монтрозом 1 сентября 1644 года разгромили парламентскую армию в битве при Типпермуре и взяли Перт. Командовал войсками ковенантеров в этом сражении сын графа Уимса, Дэвид.
22 ноября 1649 года Джон Уимс скончался.

## Семья
В сентябре 1609 года Джон Уимс женился на Джин Грей (? — 17 августа 1640), дочери Патрика Грея , 6-го лорда Грея, и леди Мэри Стюарт. У супругов было шестеро детей:
- Дэвид Уимс, 2-й граф Уимс (6 сентября 1610 — июль 1679)
- Леди Мэри Уимс, она вышла замуж за Джона Синклера, 9-го лорда Синклера.
- Леди Энн Уимс (? — 20 сентября 1643), 1-й муж Александр Линдси из Эдзелла (? — 1638); 2-й муж — Мунго Мюррей, 2-й виконт Стормонт
- Леди Джин Уимс (? — 1655/1662), 1-й муж — сэр Александр Тауэрс (? — 1644/1648); 2-й муж — достопочтенный полковник Гарри Мол из Балмакелли
- Леди Элизабет Уимс, она вышла замуж за Джона Эйтуна
- Леди Кэтрин Уимс (? — 24 февраля 1668), 1-й муж — Дэвид Карнеги (? — 1663); 2-й муж с 1664 года сэр Эндрю Кер из Гринхеда (? — 1665).